# Natalia Grace
Natalia Grace Barnett és una nena adoptada que es va fer coneguda per una història controvertida que va posar en dubte la seva edat real i les circumstàncies del seu cas. La seva adopció es va produir als Estats Units, i inicialment es creia que era una nena d'origen ucraïnès amb un trastorn de creixement. No obstant això, la situació va agafar un gir dramàtic quan els seus pares adoptius van afirmar que podria ser una adulta que es feia passar per una nena. Aquest cas va generar molta atenció mediàtica i discussions al voltant de la confiança, la identificació d’edat i el sistema d’adopció internacional.

## Naixement
El certificat de naixement ucraïnès original de Natalia indica que va néixer el 4 de setembre de 2003. Tanmateix, el 2012, els pares adoptius de Natalia, Michael i Kristine Barnett, van demanar al tribunal que canviés els registres de naixement de Natalia per indicar la data de naixement de 1989, que va canviar legalment l'edat de Natalia de 8 a 22 anys. Els Barnett van deixar Natalia sola en un apartament. Els fiscals del cas de negligència contra els Barnett van localitzar la mare biològica de Natalia a Ucraïna i van obtenir registres hospitalaris i de naixement d'Ucraïna que donen suport a la data de naixement original de Natalia el 2003, tot i que el seu any legal actual de naixement encara és el 1989. La història de la vida de Natalia és el tema de dues sèries de televisió, inclosa la sèrie Investigation Discovery de 2023, The Curious Case of Natalia Grace, i la propera sèrie de televisió Hulu, Untitled Orphan Project.

## Vida
Natalia Grace va néixer a Ucraïna el 4 de setembre de 2003, fill d'Anna Volodymyrivna Gava de Mykolaiv. Després de néixer, va ser enviada a un orfenat a Ucraïna. Li van diagnosticar una displàsia congènita espondiloepifisial, una forma rara de nanisme. Va arribar als Estats Units com a adoptada i la van adoptar Kristine i Michael Barnett a la primavera de 2010. Natalia va tenir una designació adoptiva prèvia als Estats Units i diverses destinacions temporals abans de la seva adopció pels Barnett. El nom amb què la van adoptar és Natalia Grace Barnett.
El 2012, els Barnett van sol·licitar amb èxit al tribunal del comtat de Marion que canviés els registres de naixement d'Ucraïna de Natalia per indicar una data de naixement de 1989, la qual cosa va canviar legalment la seva edat de 8 a 22 anys. El juliol de 2013, els Barnett van traslladar Natalia a un apartament a Westfield, Indiana, i més tard a Lafayette, Indiana. Els Barnett es van traslladar amb els seus fills biològics al Canadà, deixant a Natalia sola a l'apartament de Lafeyette. Poc després de quedar-se sola a l'apartament de Lafayette, Natalia va ser convidada a viure amb Antwon i Cynthia Mans, que es van adonar que la Natalia li costava molt viure sola. Els Barnett van ser acusats de negligència d'un dependent, però Michael va ser posteriorment declarat no culpable.
Els fiscals del cas de negligència contra els Barnett van poder localitzar la mare biològica de Natalia a Ucraïna. La mare de Natalia va ser identificada com Anna Volodymyrivna Gava que va néixer el 20 d'abril de 1979 a Letònia. Les proves d'ADN van confirmar que Gava és la mare biològica de Natalia. Si la data de naixement assignada pel tribunal de Natalia de 1989 fos correcta, Gava hauria donat a llum Natalia als 10 anys d'edat. Els fiscals també van obtenir registres de naixement i hospitalaris d'Ucraïna que donaven suport a la data de naixement original de Natalia, el 4 de setembre de 2003. Els fiscals tenien prohibit presentar les proves que Natalia era una menor d'edat nascuda l'any 2003 quan es va quedar a viure sola en un pis, i el cas de negligència es va jutjar en funció de la discapacitat de la Natàlia i no de la seva edat.
Cynthia Mans, que va acollir Natalia després de descobrir-la abandonada a l'apartament de Lafayette, va dir que creia que Kristine Barnett es va inspirar per canviar legalment l'edat de Natalia amb la pel·lícula Orphan del 2009. Els Barnett van afirmar que Natalia mentia sobre la seva edat i també va mostrar un comportament sociopàtic que és similar a la trama d'aquesta pel·lícula. Els Mans varen dir, en canvi, que la Natalia no ha mostrat cap comportament sociopàtic mentre vivia a casa seva. El 2019, Natalia va participar en un episodi del Dr. Phil. La seva vida és el tema de la sèrie Investigation Discovery del 2023, El curiós cas de Natalia Grace. La seva història és la base de la propera sèrie de televisió de Hulu, Untitled Orphan Project.